# Grote Ring van de Oeral
De Grote Ring van de Oeral (Russisch: Большое Уральское Кольцо) is een toeristische route door het gebied rond de Oeral in Rusland.

## Lijst van plaatsen
- Jekaterinenburg
- Nevjansk
- Nizjni Tagil
- Katsjkanar
- grensmonument "Europa-Azië" in Pervo-oeralsk
- Gornozavodsk
- Tsjoesovoj
- Perm-36 (goelagkamp bij het dorpje Koetsjino)
- Solikamsk
- Tsjerdyn
- Nyrob
- Oesolje
- Perm